# Martin Repinski

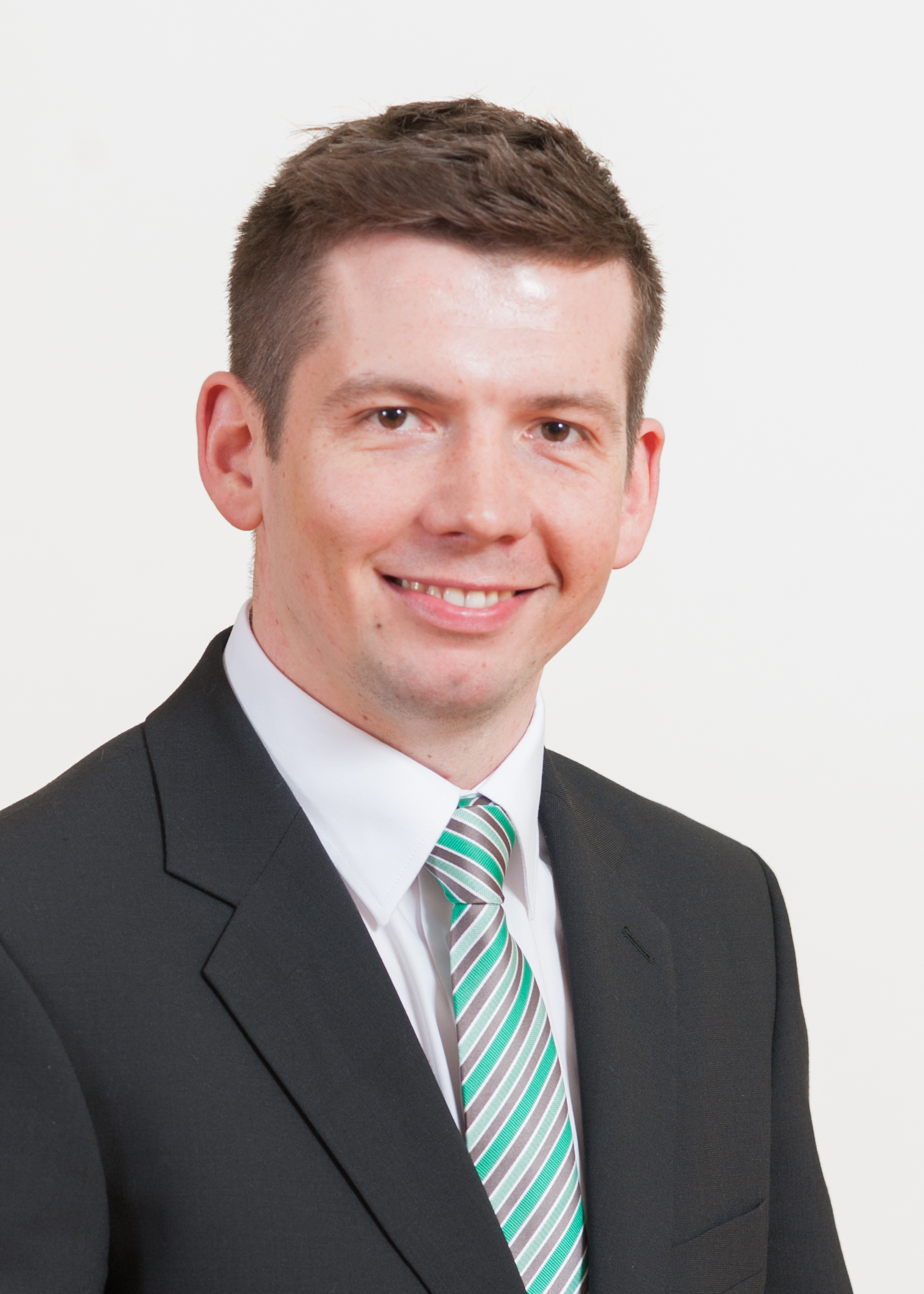
Martin Repinski

Martin Repinski, född 6 augusti 1986 i Kohtla-Järve, är en estnisk lantbruksföretagare och socialliberal politiker för Estniska centerpartiet. Sedan valet 2015 är han ledamot av Riigikogu.
Repinski utnämndes till Estlands landsbygdsminister i regeringen Ratas 23 november 2016 men tvingades avgå redan i december samma år på grund av mediarapporteringen kring misstänkt livsmedelsfusk vid hans getfarm, som är en av Estlands största. Efter avgången återgick han till sin roll som parlamentsledamot.